# サンタアナ (カリフォルニア州)

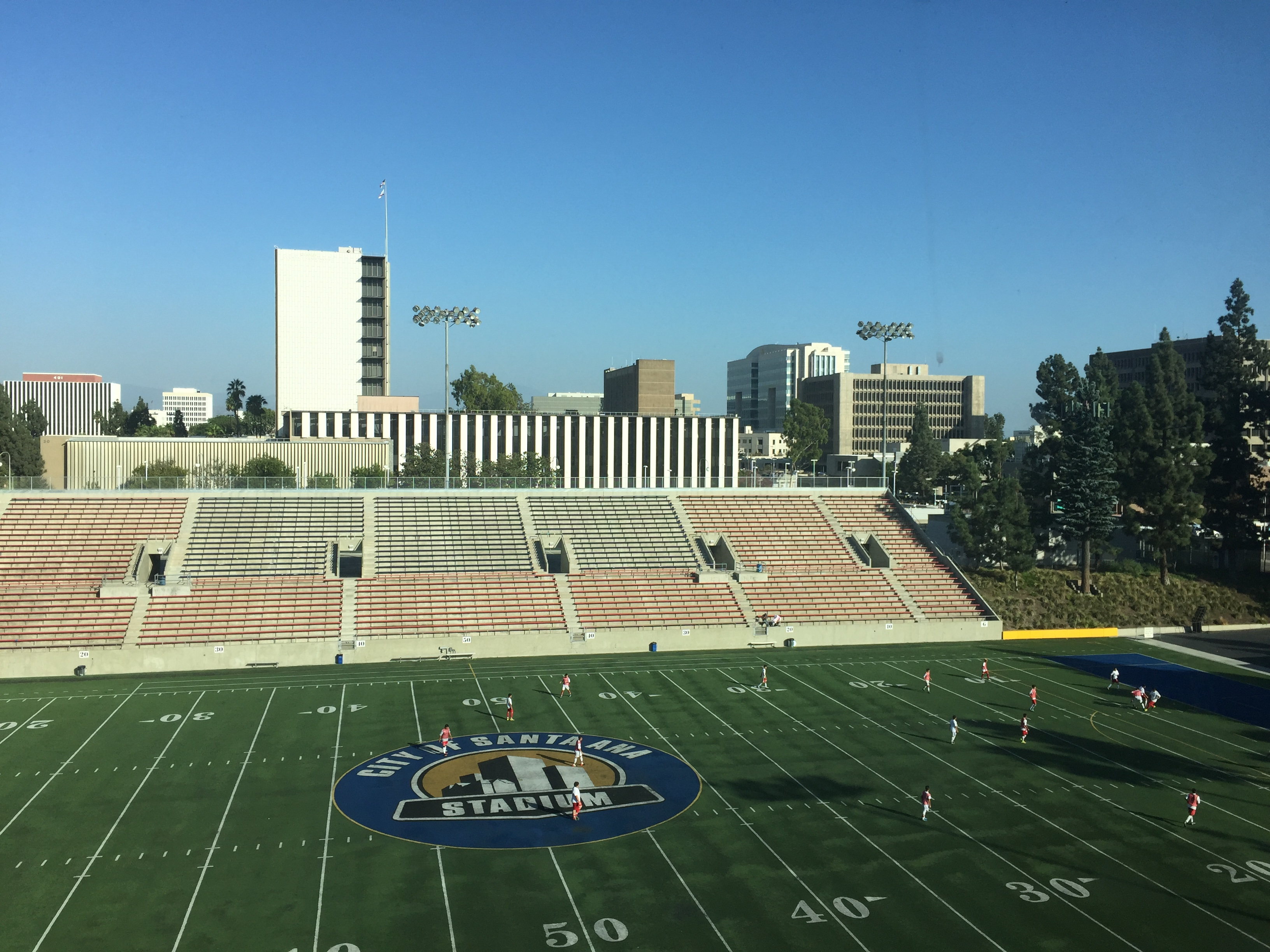
サンタアナスタジアムから見たダウンタウン

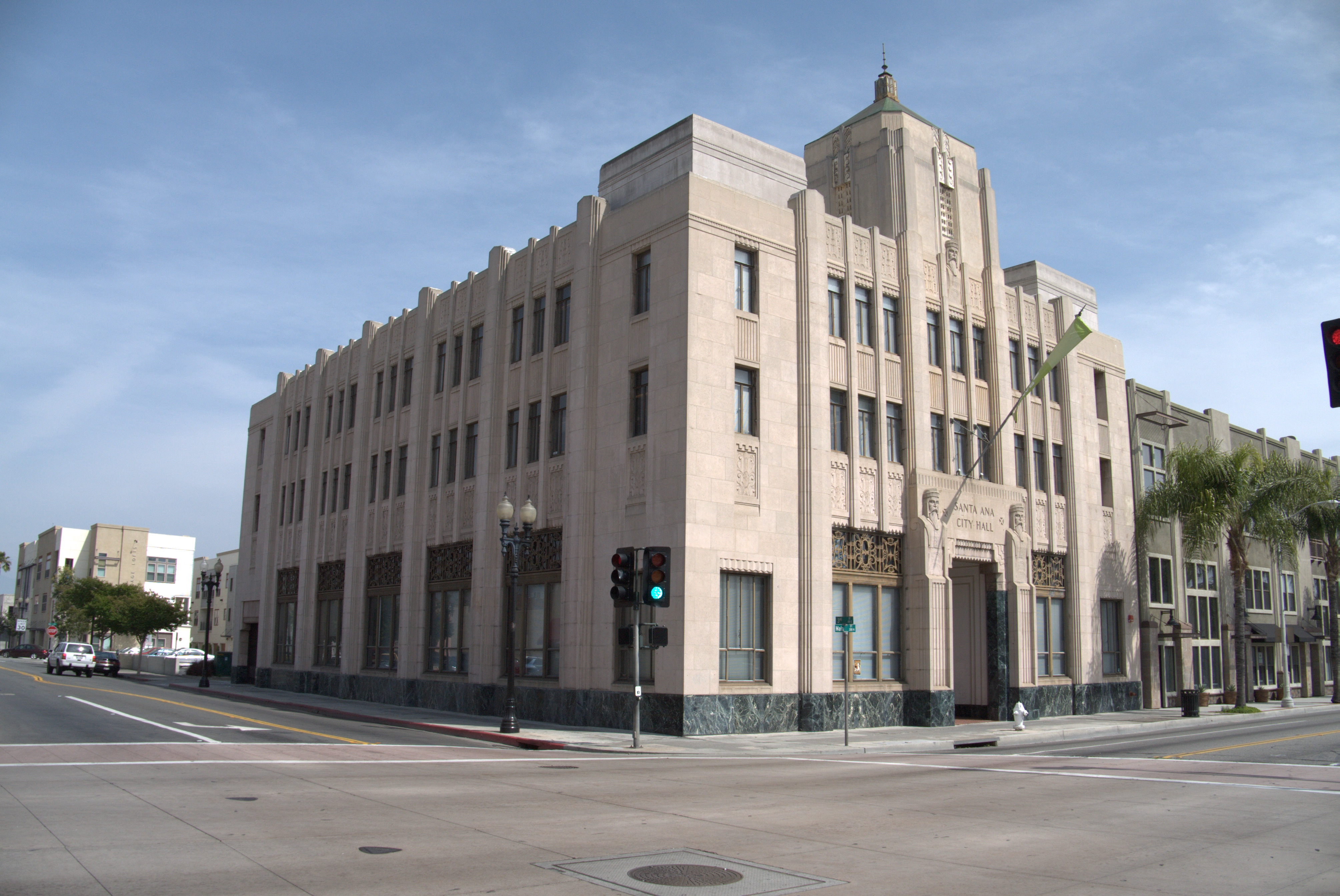
サンタアナ市庁舎

サンタアナ（Santa Ana、 英語発音: /ˌsæn(t)əˈɑnə/）は、アメリカ合衆国カリフォルニア州の都市。オレンジ郡の郡庁所在地である。人口は31万0227人（2020年）。カリフォルニア州では13番目の規模である。

## 地理

オレンジ郡内の位置

### 位置
北緯33度44分27秒 西経117度52分53秒 / 北緯33.74083度 西経117.88139度

サンタアナは、市内にサンタアナ川が流れ、太平洋から約16キロメートル内陸 (33.740717, -117.881408)に展開している。

### 地形
アメリカ合衆国統計局によると、この都市は総面積71.0 km2 (27.4 mi2) である。このうち70.3 km2 (27.1 mi2) が陸地で、総面積の0.95%にあたる0.7 km2 (0.3 mi2) は水面である。

### 人口

#### 人口動勢
2000年の国勢調査で、人口337,977人、73,002世帯、及び59,788家族が住む。近年、人口は緩やかに減少している。

#### 人口密度
人口密度は4,808.2/km2 (12,451.9/mi2) である。1,061.1/km2 (2,748.0/mi2) の平均的な密度に74,588軒の住居が建っている。

#### 人種構成
人種構成は白人42.73%、アフリカン・アメリカン1.70%、先住民1.19%、アジア8.81%、太平洋諸島系0.34%、その他の人種40.64%、及び混血4.58%である。人口の76.07%がヒスパニックまたはラテン系である。
住民の34.2%が18歳未満の未成年、18歳以上24歳以下が12.8%、25歳以上44歳以下が34.1%、45歳以上64歳以下が13.5%、及び65歳以上が5.5%にわたっている。中央値年齢は26歳である。女性100人ごとに対して男性は107.7人である。18歳以上の女性100人ごとに対して男性は108.7人である。
所得
世帯ごとの平均的な収入は43,412米ドルであり、家族ごとの平均的な収入は41,050米ドルである。男性は23,342米ドルに対して女性は21,637米ドルの平均的な収入がある。
この都市の一人当たりの収入 (per capita income) は12,152米ドルである。人口の19.8%及び家族の16.1%は貧困線以下である。全人口のうち18歳未満の24.1%及び65歳以上の10.4%は貧困線以下の生活を送っている。

## 交通

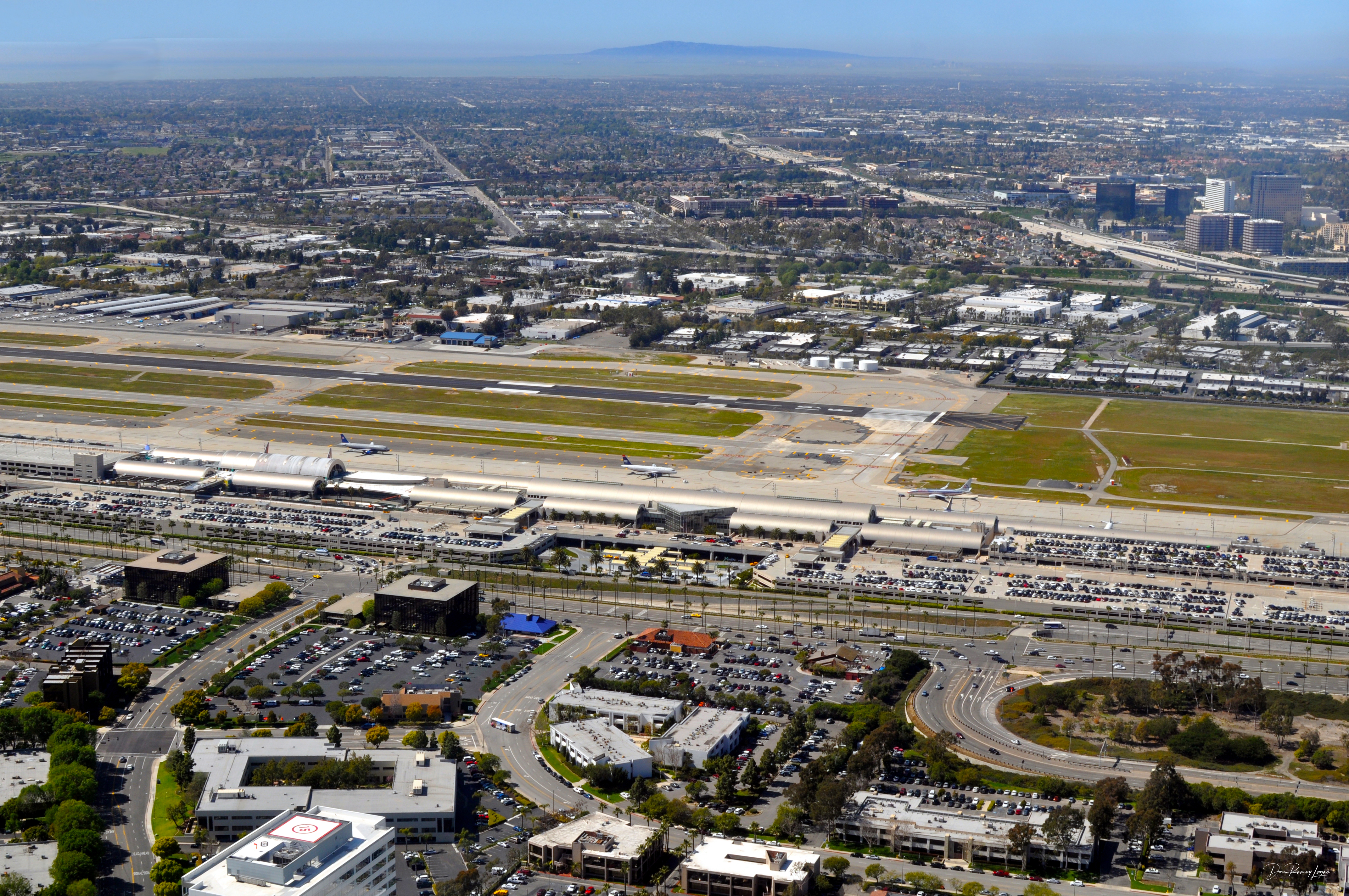
ジョン・ウェイン空港

パシフィック・サーフライナー

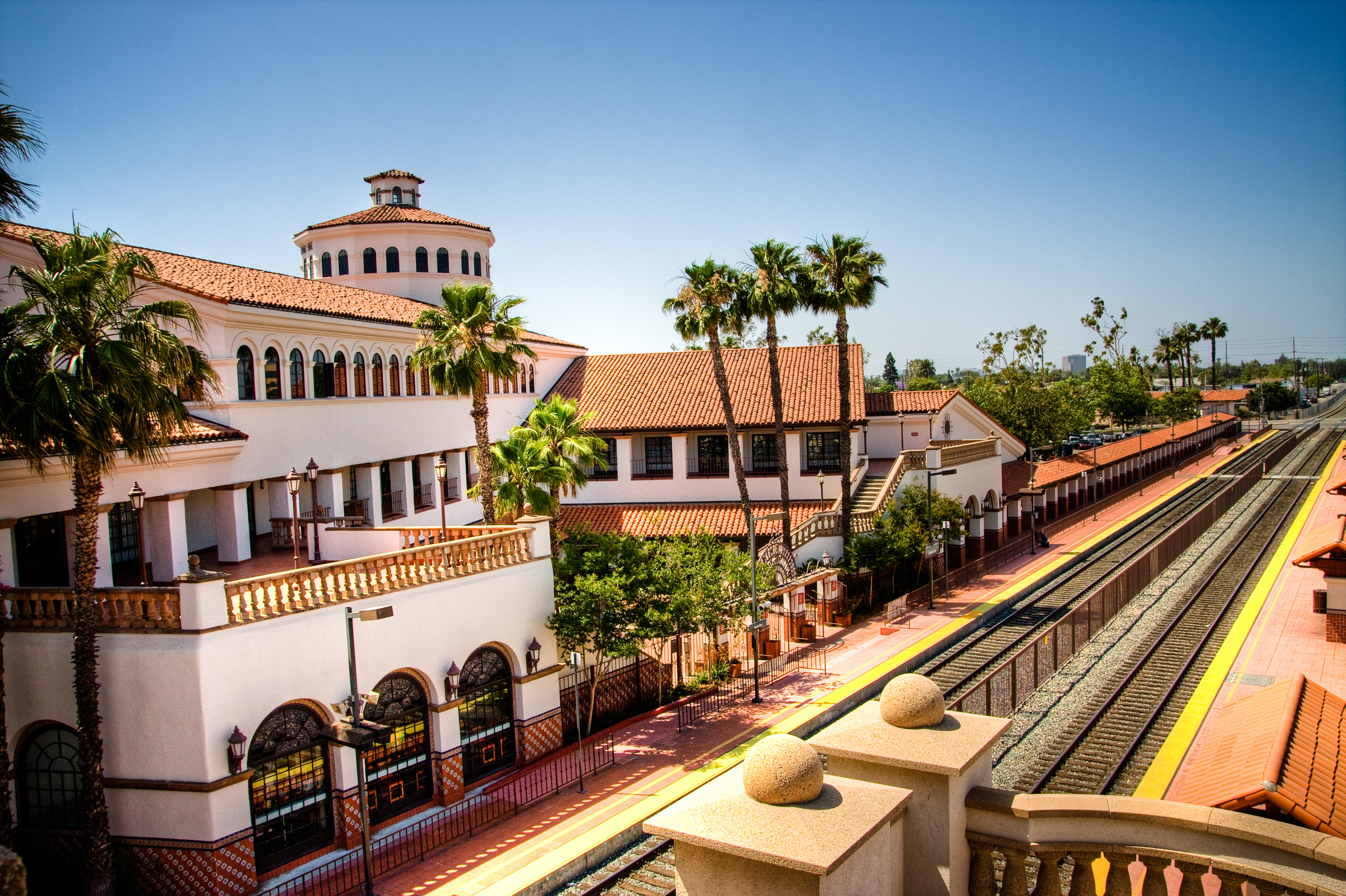
サンタアナ駅

### 空港
- ジョン・ウェイン空港

### 鉄道

#### 長距離列車
アムトラック
- パシフィック・サーフライナー：（アナハイム）- サンタアナ駅 -（アーバイン）

#### 通勤列車
メトロリンク
- インランドエンパイア＝オレンジカウンティー線：（サンバーナーディーノ）- サンタアナ駅 -（オーシャンサイド）
- オレンジカウンティー線：（ロサンゼルス）- サンタアナ駅 -（オーシャンサイド）

### 道路

#### 高速道路
サンタアナフリーウェイ
- 州間高速道路5号線

#### 州道
- カリフォルニア州道22号線
- カリフォルニア州道55号線
- カリフォルニア州道91号線

## 関係者
著名な出身者
- ギルバート・メレンデス：総合格闘家
- ジミー・アンブリッツ：総合格闘家
- スティーブン・アバス：レスリング選手、総合格闘家
- マット・ライナート：スポーツ選手
- ジェラルド・ヤング：スポーツ選手
- ギャリー・テンプルトン：スポーツ選手
- ダイアン・キートン：女優
- ミシェル・ファイファー ：女優
- アダム・ガダーン：アルカーイダのスポークスマン